# 瓦季姆·希希馬林
瓦季姆·葉夫根尼耶維奇·希希馬林（羅馬化：Vadim Yevgenyevich Shishimarin；2000年10月17日—），俄羅斯陸軍中士，他是第一個因2022年俄羅斯入侵烏克蘭期間犯下的戰爭罪而受審的人。2022年5月18日，他承認槍殺手無寸鐵的平民亞歷山大·舍利波夫（Олександр Шеліпов）。

## 生平
希希馬林出生於伊爾庫茨克州烏斯季伊利姆斯克，他是俄羅斯陸軍第4近衛坦克師的中士和排長。
2022年2月28日，希希馬林在撤退會合其他俄羅斯部隊時，他的部隊一共5人劫持一輛私家車，並驅車前往基輔以東約200英里的蘇梅州丘帕希夫卡。途中他們看到62歲的烏克蘭男子亞歷山大·舍利波夫正在騎著自行車打電話。一名士兵多次告訴希希馬林開槍殺死舍利波夫。希希馬林使用卡拉什尼科夫步槍從一扇敞開的車窗朝舍利波夫發射了3到4發子彈，謝利波夫在距離自己家門口幾十米的地方被射殺。該坦克師事後被俘或投降。據烏克蘭官員稱，槍擊事件過程被拍攝下來。5月4日，烏克蘭國家安全局發布了事發影片，描述了希希馬林如何射殺受害者。5月18日，烏克蘭總檢察長伊琳娜·韦涅季克托娃表示，她的辦公室一直在準備針對多達41名俄羅斯士兵所犯下的戰爭罪案件。
希希馬林供稱，他接受命令向平民開槍，是因為擔心受害者會洩露俄羅斯士兵的位置。

## 審判
希希馬林被指控犯下謀殺罪，並根據《烏克蘭刑法典》涉及戰爭罪和慣例而被起訴。
他的審判於2022年5月13日在基輔法院開始，當時他在法庭討論程序問題時短暫出庭。受害者的遺孀卡特琳娜·舍利波娃參加了法庭聽證會，看到希希馬林認罪，她說仍在適應丈夫的死。她說：「我為他感到非常遺憾，但對於這樣的罪行——我不能原諒他。」
5月18日，希希馬林對謀殺罪供認不諱。在第二天的聽證會上，舍利波夫的遺孀卡特琳娜·謝利波娃作證說，事件發生在上午11點左右，當時她的丈夫手無寸鐵，穿著平民服裝。槍擊事件發生時，她正在從井裡取水，後來發現她的丈夫因頭部中彈而死。與希希馬林同車的另一名俄羅斯士兵俘虜，20歲的伊萬·馬季索夫也在聽證會上作證。馬季索夫證實，同車軍人「以命令的口吻」告訴希希馬林朝謝利波夫開槍，但據兩名士兵供稱，下命令的軍人不是更高級的軍官。希希馬林在庭中向舍利波娃表示「我承認我的錯……我請求你原諒我。」，舍利波娃告訴法庭，希希馬林應該被判無期徒刑，但如果將他釋放到俄羅斯以換取在馬里烏波爾圍城戰中的烏克蘭軍人回來，她則不會反對。
檢方辯稱，希希馬林沒有義務遵守該命令，該命令並非來自他的直屬指揮官。5月20日，希希馬林的辯護律師要求宣判其當事人的戰爭罪無罪。他爭辯說，希希馬林原本不打算殺人，只是為了正式執行命令，希希馬林屈服於同袍的壓力之前曾兩次拒絕該命令。他進一步辯稱，這些子彈都沒有瞄準，子彈是從一輛輪胎壞了而且行駛中的車輛上發射，並且只有一發子彈擊中。
希希馬林於2022年5月23日被判處無期徒刑。法官阿哈福諾夫在判詞說希希馬林犯有故意謀殺罪，違反了戰爭罪和慣例。辯護律師表示將上訴，稱這是最嚴厲的判決。
希希馬林的辯護律師表示，在法庭程序進行的第二天，俄羅斯國防部的官員都沒有與他聯繫。俄羅斯總統弗拉基米爾·普京的發言人德米特里·佩斯科夫表示，克里姆林宮因俄烏兩國外交中斷，故對此案「沒有得到任何信息」。
2022年7月29日，希希馬林获减刑为15年。